# 降魔霊符伝イヅナ 弐
『降魔霊符伝イヅナ 弐』（ごうまれいふでんイヅナに）は、サクセスより2007年11月29日に発売されたニンテンドーDS用ゲームソフト。

## 解説
『降魔霊符伝イヅナ』の続編である本作では、タッグシステムが採用されており、プレイヤーはキャラクターを使い分けたり合体技を発動させたりしながらゲームを進める。

## あらすじ
忍者が不要になった世界。イヅナたちリストラ軍団は、前作で知り合った船乗りイチカの祝言に招かれスイレイの町へ来た。
宴の場で料理を口にしたシノは、その料理が生き別れの妹であるシズネのつくったものにと同じであることに気付く。
異人によって西洋に連れられたと確信したシノは、その夜、仲間たちに黙って宿を去った。
シノの失踪に気付いたイヅナたちは、シノがアマクサの洞窟で大男と一緒にいたという目撃情報を得て、その場所へ行った。
大男はイヅナによって倒され、シズネの名を口にした。
かくして、イヅナたちはシズネ探しの旅に出た。

## 登場人物
イヅナ
声 - 世戸さおり
本作の主人公。
シノ
声 - 松浦チエ
もう一人の主人公。
シズネ
声 - 小野涼子
シノの妹。姉と生き別れになって以来、料理と家事の修行を積んできた。その一方、イヅナと性格などが似ている。クグツ廻しが得意。
ミツモト
声 - 石上裕一
黒装束で身を固めた忍者。前作では存在感のなさに悩んでいたが、今作では熱血漢としての一面も見せる。

### 荒神
シュウチ
声 - ふくまつ進紗

フウカ
声 - 小野涼子

カゲン
声 - ふくまつ進紗

スイレン
声 - 椿理沙

ウツホ
声 - 伊丸岡篤

タクシキ
声 - 櫛田泰道

ヒミコ
声 - 西野陽子
若き神。

### 西洋の神々
バルダー
声 -奥田啓人
光の神で、輝きの巨人の異名を持つ。寡黙な性格。
アビス
声 - 小野大輔
闇の神で、深き王子の異名を持つ。性格の落差が激しい。
アニマ
声 - 西野陽子
生の女神で、与える者の異名を持つ。正体は人形。生命を分け与えたり、けがの治癒は可能だが、死からよみがえらせることは不可能。
グリムラ
声 - 石川千鶴
死の女神で、奪う者の異名を持つ。アニマとは性格が正反対だが、親しい友人でもある。
コロナ
声 - 細野雅世
太陽の女神で、灼熱の光という異名を持つ。身内には優しいが、高慢な性格であり他者には厳しい。
アルテ
声 - 椿理沙
コロナの弟である月の神で、惑わす光の異名を持つ。幼い少年の姿の違わぬ無邪気さ故に残酷な性格。妹のステラとは二人で一つの存在。
ステラ
声 - 椿理沙
コロナの妹である星の女神で、誘う光の異名を持つ。双子の兄であるアルテとは二人で一つの存在。

### その他
モモ
声 - 小野涼子
城下町の預かり屋を切り盛りする少女。
ヒナギク
声 - 椿理沙
カミアリ村に住んでいたが、城下町に奉公に出ている。
イチカ
声 - 松浦チエ
スイレイの船乗り。
ゲンアン
声 - 伊丸岡篤

サキチ
声 - 石上裕一
イチカの結婚相手。
イッピツ
声 - ふくまつ進紗
スズリの祖父である霊符屋。仕事には厳しいが、孫には甘い。
スズリ
声 - 石川千鶴
イッピツの孫。祖父に甘やかされた結果わがままな性格になった。
ミナモ
声 - 松浦チエ
スイレイの町長で、イチカの親友。結婚を考えることなく明るく生きてきたが、三十路を迎え不安を覚えている。
ナミ
声 - 細野雅世
スイレイの住民で、イチカの親友。
ダン
声 -奥田啓人
スイレイの住民。片思いの相手であるイチカが嫁に行き、後悔する。
アズキ
声 - 細野雅世
カミアリ村の万屋。
タケチヨ
声 -奥田啓人
カミアリ村の村長。
タツトシ
声 - 細野雅世
タケチヨの孫息子で、ヒナギクの幼馴染。
ツバキ
声 - 椿理沙
カミアリ村の預かり屋兼巫女。
カズナリ
声 - 小野大輔
トクスケの孫息子。祖父がハゲなうえ、自らの額も少し広いため、自分もいつかははげるのではと不安になる。
トクスケ
元冒険家で、イヅナのダンジョン探索の師匠。